# Estatge nival

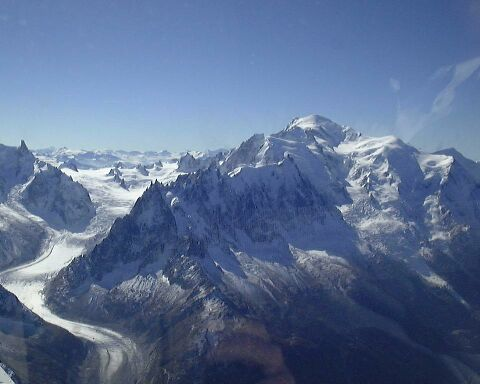
El massís del Mont Blanc a l'estiu: l'estatge nival correspon a la part amb neu que hi roman tot l'any, la part a l'ombra per sota correspon a l'estatge alpí. La delimitació entre aquestes dues zones és una línia clarament horitzontal a uns 3.000 m d'altitud

L'estatge nival, també anomenat estatge de les neus perpètues, és un estatge que comença des de les primeres neus perpètues, en general a Europa just per sota dels 3.000 m d'altitud. Succeeix a l'estatge alpí. l'estatge nival té una durada d'inniviació superior a la del període de desinniviació (fosa de la neu). Hi predominen glaceres i roques. La seva principal característica és que tota la precipitació cau en forma de neu.

## Altitud i latituds
| Svalbard                     | 78°N | 0-300–0 600 m |
| Escandinàvia al cercle polar | 67°N | 1000–1500 m   |
| Islàndia                     | 65°N | 0-700–1100 m  |
| Sud d'Escandinàvia           | 62°N | 1200–2200 m   |
| Nord dels Alps               | 46°N | 2500–2800 m   |
| Alps centrals                | 45°N | 2700–2900 m   |
| Sud dels Alps                | 44°N | 2900-3200 m   |
| Pirineus                     | 43°N | 2900-3200 m   |
| Caucas                       | 43°N | 2700–3800 m   |
| Karakorum                    | 36°N | 5400–5800 m   |
| Pamir                        | 32°N | 4300–4500 m   |
| Himàlaia                     | 30°N | 4800–6000 m   |
| Kenya                        | 0°   | 4600–4700 m   |
| Nova Guinea                  | 2°S  | 4600–4700 m   |
| Andes al país Equador        | 2°S  | 4800–5000 m   |
| Kilimanjaro                  | 3°S  | 5500–5600 m   |
| Andes a Xile                 | 27°S | 5800–6500 m   |
| Nova Zelanda                 | 43°S | 1600–2700 m   |
| Terra del Foc                | 54°S | 0-800–1300 m  |
| Antàrtida                    | 70°S | 00–0400 m     |

## Flora
Algunes plantes amb flors hi viuen encara, com per exemple el ranuncle glacial (Ranunculus glacialis) a Europa, que arriba als 4.000 m d'altitud, però dominen les molses i els líquens.

## Fauna
Principalment ocells, com ara la perdiu blanca (Lagopus mutus), que també baixa a l'estatge alpí.